# Загідулін Сергій Володимирович
Сергій Володимирович Загідулін (нар. 26 березня 1992, Новоград-Волинський, Житомирська область) — український футболіст, півзахисник. Колишній гравець львівських «Карпат» та чернівецької «Буковини».

## Життєпис
У футбол починав грати в Житомирі у віці семи років. Після того як Сергій пішов до першого класу через два місяці батьки віддали його до футбольної школи. У віці 14-ти років грав проти «Карпат» у ДЮФЛУ, а у 15 — підписав з ними контракт. Пізніше вступив до Львівського училища фізичної культури.
Виступав за «Карпати-2». В Українській Прем'єр-лізі дебютував 28 жовтня 2012 року в матчі проти дніпропетровського «Дніпра», але більшість своїх матчів провів за «Карпати» (U-21).
2014 року перейшов у чернівецьку «Буковину», де на той час вже грав його друг Микола Жовтюк, з яким він став одним з лідерів нової команди. Улітку 2015 року перейшов до складу «Вереса» з міста Рівне, але незабаром покинув клуб. У березні 2016 року став гравцем аматорського клубу «Самбір». 
З серпня 2017 року гравець ФК «Тернополя». Але незабаром тернопільська команда припинила виступи в першості України, а Сергій перейшов до ФК «Полісся» (Житомир). У складі якого грав до листопада того ж року. У квітні 2018 року знову повернувся на аматорський рівень, де виступає за клуб «Демня».

## Досягнення
- Переможець молодіжної першості України : 2009/10